# Черда
Черда (итал. Cerda) — коммуна в Италии, располагается в регионе Сицилия, подчиняется административному центру Палермо.
Население составляет 5326 человек (на 2004 г.), плотность населения составляет 125 чел./км². Занимает площадь 43 км². Почтовый индекс — 90010. Телефонный код — 091.
В коммуне 16 августа особо празднуется Успение Пресвятой Богородицы. 